# Ivica Gajer
Ivica Gajer (Zadar, 17. studenog 1909. – Zagreb, 6. veljače 1982.), hrvatski nogometaš i nogometni trener, te graditelj i gradski činovnik.

## Nogometaš
Igračku nogometnu karijeru započeo u proljeće 1925. godine u juniorima HAŠK-a. Nakon dvije godine prelazi u seniorsku momčad u pričuvni sastav. Prvi puta nastupio u seniorskoj momčadi HAŠK-a 17. prosinca 1929. godine. Snažan igrač na poziciji braniča, čvrst građom, vrlo dobar u igri glavom i u zaustavljanju protivničkih napada, svojim vratarima davao sigurnost. 1931. godine igra prvi puta za reprezentaciju grada Zagreba, a 3. svibnja 1932. godine prvi puta nastupa za reprezentaciju Jugoslavije. Početkom prosinca 1936. godine odlazi na Maltu gdje je postao igrač i profesionalni trener momčadi Sliema Wanderers. Nakon šest mjeseci se vraća u zagrebački HAŠK s kojim osvaja naslov prvaka Jugoslavije za sezonu 1937./38. Prestaje igrati 1940. godine.

## Nogometni trener i djelatnik
Nakon igračke karijere bio je trener nekoliko zagrebačkih klubova (Ličanin, Policijski, Metalac, Mesarski i Lokomotiva). Predsjednik Zbora nogometnih trenera Hrvatske 1956. te jedan od njegovih osnivača i dugogodišnji dopredsjednik. Dobitnik Specijalne zlatne plakete i Srebrne lopte NSJ

## Zanimljivosti
Na Maltu odlazi igrati nogomet poslije utakmice HAŠK – Ripensia (Rumunjska) 3:1, bez klupske i podsavezne „ispisnice“ što je tada izazvalo velike polemike u tisku i u klubu.

## Statistika
- Prva seniorska utakmica: 17. prosinca 1929., Zagreb, HAŠK – ZŠK Građanski 1911 5:2
- Prva državna reprezentativna utakmica: 3. svibnja 1932., Lisabon, Portugal – Jugoslavija 3:2
- Prva gradska reprezentativna utakmica: 1. prosinca 1931., Zagreb, Zagreb – Budimpešta 7:1
- Posljednja državna reprezentativna utakmica: 3. listopada 1937., Prag, Čehoslovačka – Jugoslavija 5:4
- Posljednja gradska reprezentativna utakmica: 20. studenog 1939., Osijek, Osijek – Zagreb 0:3
- Broj odigranih utakmica: Jugoslavija 1932. – 1937. (28), Zagreb 1931. – 1939. (30), HAŠK 1937./38. (17)